# Виланд, Генрих Отто
Ге́нрих О́тто Ви́ланд (нем. Heinrich Otto Wieland; 4 июня 1877, Пфорцхайм, Баден, — 5 августа 1957, Штарнберг) — немецкий химик-органик и биохимик. Лауреат Нобелевской премии по химии 1927 года.

## Биография
Учился в Штутгарте, Берлине и Мюнхене. С 1901 года доктор философии, с 1904 года квалифицировался как лектор. С 1909 года — экстраординарный профессор, с 1913 года — член Совета по органической химии Мюнхенского университета и  одновременно ординарный профессор Высшей технической школы в Мюнхене. С 1917 года являлся профессором Фрайбургского университета, а с 1925 года, заменив Р. Вильштеттера, возглавил кафедру органической химии университета в Мюнхене.

## Научные исследования
Основные работы Виланда касаются химии гормонов, стероидов, алкалоидов, жёлчных кислот, а также хлорофилла и гемоглобина. Выдвинул (одновременно с В. И. Палладиным) теорию дегидрирования, объясняющую механизм окислительных реакций, в том числе процессов биологического окисления.

### Исследования органических соединений азота
Виланд посвятил несколько первых десятилетий своей научной работы интенсивному изучению разнообразных органических соединений азота. В первых работах было рассмотрено взаимодействие оксидов азота N2O3 и N2O4 с алкенами. Были исследованы тетраарилгидразины и их получение с помощью окисления дифениламинов, а также их поведение по отношению к безводным кислотам. Термическая диссоциация тетраарилгидразинов на свободные диарилазотные радикалы, которые могут быть захвачены, например, с помощью NO, впервые была обнаружена в 1911 году:
Основываясь на большом числе таких наблюдений, Виланд пришел к выводу, что эта необратимая диссоциация зависит от заместителей в бензольном ядре, причем ей благоприятствуют акцепторные заместители.
Осторожным окислением оксидом серебра диарилгидроксиламинов Виланд получил нитроксилы с общей формулой R2NO•, которые не проявляли тенденции к димеризации несмотря на то, что они являлись радикалами:
Было исследовано действие алкилмагниевых солей на нитрозосоединения:
Виланд успешно получил нитрилоксиды RCN→O из нитрольных кислот путем отщепления азотистой кислоты, а также провел их димеризацию в фуроксаны:
Из хлорида бензгидроксамовой кислоты и гидразина оказалось возможным получить оксимы гидразидов, из которых были синтезированы производные N-гидрокситетразолов при обработке азотистой кислотой; так были получены первые производные тетразола:
Виланд провел обширное исследование фульминовой кислоты HCN→O. Он установил реакционный механизм хорошо известного метода получения этого вещества из этанола, азотной кислоты и ртути и показал, что все предполагаемые для этой реакции интермедиаты могут превращаться в фульминовую кислоту. Виланд также смог объяснить давно известную полимеризацию фульминовой кислоты и показать, что в первичной реакции образуются только две полимерные фульминовые кислоты – тримерная метафульминовая кислота и тетрамерная изоцианиловая кислота. Обе эти кислоты были синтезированы методами, которые не оставляли никаких сомнений относительно их строения.

### Исследования стероидов

Номенклатура циклов в углеродном скелете стероидов

Интерес Виланда к желчным кислотам, которые занимали его более 20 лет, возник в 1912 году, когда не было известно ничего важного в отношении строения стероидов. Ему предстояло понять структуру класса соединений, используя только методы классической органической химии. В этой работе он, несомненно, получил ценную поддержку из исследования структуры холестерина и других стеролов, которое было проведено в то же время его другом и коллегой Адольфом Виндаусом.
Из желчи быка Виланд выделил холевую кислоту и дезоксихолевую кислоту. Он смог показать, что оба соединения имеют схожий углеродный скелет, поэтому они обе могут быть переведены в похожую холановую кислоту отщеплением воды и последующим гидрированием. Позднее другие желчные кислоты с гидроксильными группами в разных положениях были выделены из человеческой желчи и желчи гуся и свиньи. Затем, в 1919 году Виндаусу удалось расщепить холестерин до холановой кислоты путем отщепления воды, гидрирования полученного производного и последующим окислением хромовой кислотой. Так была продемонстрирована связь между холевыми кислотами и стероидами, и уже не могло быть никаких сомнений в том, что все эти соединения имеют одинаковый углеродный скелет.
| Название               | Брутто-формула | R1 | R2 | R3 |
| ---------------------- | -------------- | -- | -- | -- |
| Холевая кислота        | C24H40O5       | OH | OH | OH |
| Дезоксихолевая кислота | C24H40O4       | OH | H  | OH |
| Литохолевая кислота    | C24H40O3       | OH | H  | H  |
| Холановая кислота      | C24H40O2       | H  | H  | H  |

Далее Виланд и его ученики приступили к установлению структуры стероидного каркаса путем последовательного расщепления желчных кислот. Ключом к решению этой задачи была различная реакционная способность гидроксильных групп. Было установлено, что реакции протекали наиболее легко с OH-группой в кольце A, в то время как OH-группа при атоме C12 была наименее реакционноспособной: например, оказалось возможным получить литохолевую кислоту из дезоксихолевой. Вначале, однако, из этих экспериментов по расщеплению не было сделано никаких конкретных выводов относительно размера углеродных колец, поскольку многие предположения основывались на правиле Бланка, согласно которому 1,6- и 1,7-дикарбоновые кислоты должны давать 5- или 6-членные циклы при нагревании, однако дальнейшая работа показала, что это не всегда так. Это было справедливо по отношению к расщеплению кольца A, но не кольца C, которое изначально считалось 5-членным. 
Дальнейшие эксперименты группы Виланда касались определения положения алифатической боковой цепи. Влияние на продвижение в этом направлении оказала работа Розенхайма, в которой на основании рентгеновских исследований была предложена новая формула для стероидов. После небольшой модификации данной формулы оказалось возможным объяснить все экспериментальные результаты Виланда. Его работа над желчными кислотами сыграла такую важную роль в последующем развитии стероидной химии, что он получил Нобелевскую премию за нее в 1927 году.
В процессе исследования желчных кислот Виланд также открыл так называемые холеиновые кислоты: соединения, образующиеся при взаимодействии желчных кислот, особенно дезоксихолевой, с высшими жирными кислотами, жирами, углеводородами и аналогичными соединениями, дающими коллоидные растворы в воде. Виланд также был первым, кто получил метилхолантрен – вещество, которое впоследствии оказалось сильным канцерогеном.
С 1913 года, одновременно с работой по желчным кислотам, Виланд также исследовал яды жаб. Они оказывают действие на сердце, аналогичное действию сердечных гликозидов. Из кожных выделений Bufo bufo он изолировал буфотоксин, который оказался субериларгининовым эфиром генина, буфоталина. При нагревании с кислотами и генин, и токсин давали одно и то же вещество, буфоталиен; оно может быть переведено в холановую кислоту. Виландом было показано, что буфоталин отличается от желчных кислот главным образом структурой боковой цепи, которая присутствует в виде ненасыщенного δ-лактонного кольца.

### Исследования алкалоидов
Первая работа Виланда, связанная с алкалоидами, относится к 1911 году; в ней он исследовал растительный морфин и анализировал положение двойной связи в молекуле. В результате Виланд доказал, что двойная связь должна иметь другое положение, нежели в предложенном ранее варианте Л. Кнорра. Эта работа была продолжена его учеником, К. Шёпфом, который, помимо всего прочего, смог подтвердить правильность предположения Р. Робинсона о том, что азотсодержащая боковая цепь присоединена к четвертичному атому углерода; так была окончательно установлена структура морфина.
Следующим предметом исследования Виланда стали алкалоиды лобелии. Он успешно выделил большое количество новых оснований, являющихся производными пиперидина, и смог как установить их строение, так и осуществить их синтез. Членами так называемой лобелиновой группы алкалоидов лобелии являются: лобелин, лобеланин, лобеланидин, норлобеланин и норлобеланидин. Строение было установлено с помощью разложения по Гофману до 1,7-дибензоилгептана (PhCO(CH2)7COPh), равно как и по продукту энергичного окисления до скополиновой кислоты (N-метилпипередин-α,α'-диуксусная кислота). Все эти алкалоиды были синтезированы в рацемической форме, а некоторые в оптически активной форме. Лобелин на сегодняшний день получают в промышленном масштабе для использования в медицине; он стимулирует дыхательный центр и используется для облегчения и укрепления дыхания.
Второй группой алкалоидов лобелии, которой занимался Виланд, является так называемая лелобиновая группа, включающая 4 алкалоида: рацемический лелобанидин, (–)-лелобанидин I, (+)-норлелобанидин и (–)-лелобанидин II. Они различаются первой группой в углеродном скелете и являются аминодиолами. Также был установлен состав третьей группы алкалоидов лобелии – лобининовая группа. В нее входят 4 основания, два из которых являются кетоспиртами (лобинин и изолобинин), а два других – диолами (лобинанидин и изолобинанидин). Все они обладают двойной углерод-углеродной связью.
Между 1937 и 1943 годами Виланд выполнил первое успешное исследование калабаш-кураре, выделив из этого вещества и из коры стрихноса ядоносного ряд кристаллических и гомогенных алкалоидов (C-курарин I, II и III; C-токсиферин I и II; токсиферин II, C-дигидротоксиферин I и C-изодигидротоксиферин). Некоторые из этих четвертичных аммониевых солей проявили очень сильное курареподобное действие и чрезвычайно высокую токсичность.
Другая группа очень токсичных соединений, интересовавших Виланда, заключает в себе яды бледной поганки. Он смог выделить два кристаллических компонента ядов аманитина и фаллоидина. Было предположено, что фаллоидин является гексапептидом, состоящим из 1 молекулы цистеина, 2 молекул аланина, 2 молекул 2-гидроксипролина и 1 молекулы α-гидрокситриптофана. Однако, в ходе более поздних исследований его сына, Теодора Виланда, было показано, что этот полипептид имеет несколько отличное строение, поскольку его гидролиз приводил к 2 молекулам L-аланина, 1 молекуле D-треонина, 1 молекуле L-аллогидроксипролина, 1 молекуле L-гидрокситриптофана, 1 молекуле L-цистеина и 1 молекуле L-γ,δ-дигидроксилейцина.
Железистые выделения разнообразных видов жаб содержат некоторое число основных веществ в дополнение к стероидным лактонам, о которых уже было упомянуто. Виланд смог выделить буфотенин, буфотенидин и буфотионин и показать, что они являются производными индола. Буфотенин был охарактеризован как N-диметил-5-гидрокситриптамин, то есть, как производное триптофана, а буфотенидин как его внутренняя четвертичная соль.

### Исследования птеринов
В 1920-х гг. Виланд занялся пигментами насекомых, в первую очередь, птеринами. До этого ещё в 1889–1891 гг. Ф. Г. Хопкинс выкристаллизовал белый пигмент бабочки-капустницы и, несколько позже, выделил желтый пигмент бабочки-лимонницы в аморфном загрязненном состоянии. Но эти открытия привлекли мало внимания и не были приняты во внимание из-за ошибочного вывода Хопкинса о том, что пигмент капустницы был аналогичен мочевой кислоте. В 1925 году при участии С. Шёпфа, Р. Пурммана, В. Кошары и др., Виланд начал обширное исследование пигментов бабочек. Из бабочки-лимонницы он смог выделить желтый пигмент ксантоптерин, а из десяти тысяч бабочек-капустниц он получил основной пигмент лейкоптерин, который он немедленно идентифицировал отличающимся от мочевой кислоты. Впоследствии структуры лейкоптерина, ксантоптерина и изоксантоптерина были подтверждены синтезом.

### Исследование дегидрирования
Исследованием дегидрирования Виланд занимался с 1912 года. Процессы окисления, происходящие в живой клетке, рассматривались многими физиологами до 1912 года через активацию кислорода: полагали, что окисление включало действие респираторного фермента или что активный кислород появлялся в форме пероксидов (теория Энглера и Баха). В соответствии с новой идеей, предложенной Виландом в 1912 году, процессы окисления обусловлены активацией субстрата, что приводит к ослаблению водородных связей, а затем к отщеплению атомов водорода. Однако, даже эта теория была не совсем новой. Похожие идеи высказывали Шмидеберг (1881), Траубе (1882) и Пфеффер (1889), однако им не удалось получить признание, поскольку не были получены убедительные экспериментальные доказательства.
Затем Виланд приступил к получению экспериментальной основы для своей теории дегидрирования. Его первая цель состояла в том, чтобы выяснить, может ли каталитическое гидрирование на палладии быть обратимым. Ему удалось добиться дегидрирования ряда реакционноспособных органических соединений, таких как дигидронафталин и дигидроантрацен. С помощью палладия в отсутствие кислорода, водосодержащие или влажные альдегиды превращались палладием в карбоновые кислоты, что было интерпретировано как дегидрирование гидрата альдегида. Тот факт, что элементарный кислород не является существенным для процессов окисления, был продемонстрирован экспериментами, в которых этиловый спирт можно дегидрировать до ацетальдегида под действием только хинона или метиленового синего, причем последние вещества действуют как акцепторы водорода.
В попытке разработать модельные реакции для биологических процессов дегидрирования было проведено тщательное исследование окисления различных органических и неорганических соединений, которые можно было бы интерпретировать как дегидрирование, например, каталитическое удаление водорода в присутствии палладия из фосфористой кислоты, гипофосфорной кислоты и муравьиной кислоты. Сжигание монооксида углерода интерпретировалось как дегидрирование муравьиной кислоты, образующейся в качестве промежуточного продукта, а окисление индиго – в виде дегидрирования до дегидроиндиго с последующей перегруппировкой и разложением на индиго и изатин.
Примерно в то же время, как Виланд начал исследования дегидрирования, О. Варбург также обратил свое внимание на процессы окисления (1914). Однако, в отличие от Виланда, он объяснял процессы окисления в живых организмах не активированием водорода, а активацией кислорода металлом, особенно железом, и во многих случаях он смог доказать правильность этой теории. В последующие годы развивались очень оживленные споры по двум точкам зрения. Результатом этого стало то, что процессы биологического окисления подверглись очень интенсивному изучению, и это привело к многочисленным важным открытиям. Сейчас известно, что и субстрат-зависимая активация, и кислород-зависимая активация играют роль в клеточном дыхании, и что часто существует комбинация двух процессов, вызванных, с одной стороны, дегидразами, а с другой – оксидазами.

## Награды и признание
- 1927 — Нобелевская премия по химии, «За исследования желчных кислот и строения многих сходных веществ.»
- 1930 — Силлимановская лекция
- 1952 — Pour le Mérite
- 1955 — Премия Отто Гана

В его честь названа Премия Генриха Виланда.
Являлся иностранным членом Лондонского королевского общества (1931), Национальной академии наук США (1932) и Американской академии искусств и наук; почетным членом Химического общества Лондона, Румынского химического общества, Японской академии наук, Индийской академии наук; членом Академий Мюнхена, Гёттингена, Гейдельберга и Берлина; членом-корреспондентом Академии наук СССР.
Имел почетные степени Дармштадтского технического университета, Фрайбургского университета, Афинского университета.

## Семья
Генрих Виланд был женат на Жозефине Бартман. В их браке родилось четверо детей – трое сыновей и дочь.

## Личные качества
Современники вспоминали о Виланде как об уравновешенном и рассудительном человеке, наделенном необычайными работоспособностью и интеллектом. Ему были свойственны как скромность, так и сильное чувство справедливости.
Помимо науки, Генрих Виланд также проявил активный интерес к искусству, особенно в живописи и музыке. В его доме часто бывали музыкальные собрания, к которым он сам присоединялся в молодости.

## Основные труды
- Untersuchungen über die Gallensäuren, «Hoppe-Seyler’s Zeitschrift für die physiologische Chemie», 1916—17, Bd 98, S. 59—64 (совм. с H. Sorge)
- Untersuchungen über die Konstitution der Gallensäuren, там же, 1932, Bd 210, S. 268-81; Bd 211, S. 261—274 (совм. с Е. Dane und E. Sholz)
- Über den Verlauf der Oxydationsvorgänge, Stuttg., 1933; в рус. пер. — Практические работы по органической химии, 3 изд., Л., 1930 (совм. с Л. Гаттерманом).